# وایسوایل
وایسوایل (به آلمانی: Weisweil) یک شهر در آلمان است که در امندینگن واقع شده‌است. وایسوایل ۲٬۱۶۲ نفر جمعیت دارد.